# Гросенвиэ
Гросенвиэ (нем. Großenwiehe) — община в Германии, в земле Шлезвиг-Гольштейн. 
Входит в состав района Шлезвиг-Фленсбург. Подчиняется управлению Шаффлунд.  Население составляет 2804 человека (на 31 декабря 2010 года). Занимает площадь 30,2 км².